# Puggsy
Puggsy est un jeu vidéo de plates-formes et d'aventure développé par Traveller's Tales et édité par Psygnosis en 1993 sur Mega Drive et Mega-CD. Le jeu est sorti en 1994 sur Amiga.
Le joueur incarne Puggsy, un extra-terrestre échoué sur une île d'une planète étrangère. Résolu à retrouver le vaisseau spatial qu'on lui a dérobé, il doit explorer les lieux en résolvant des énigmes et en éliminant des ennemis.

## Développement
Le projet prend origine dans une démo intitulée Puggs in Space, développée en 1989 sur Amiga par le collectif Dionysus. L'animation met en scène les pérégrinations burlesques de Puggsy. À l'occasion du salon Personal Computer World à Londres, la démo fut présentée à l'éditeur Psygnosis qui décida de produire le projet. Le développement avorta à la suite des errements de la jeune équipe. La démo a néanmoins révélé ses trois contributeurs, qui ont fait carrière dans l'industrie du jeu vidéo : le graphiste Lee Carus-Westcott (Psygnosis, SCE London Studio), le programmeur Alan McCarthy (Millenium, SCE Studio Cambridge) et le compositeur Tim Wright (Psygnosis). Le thème musical principal de la démo est réutilisé dans Lemmings (1991).
En 1992, Psygnosis a remis le personnage dans les mains plus expérimentés de Jon Burton du studio Traveller's Tales. Le jeu est développé sur Mega Drive et Mega-CD, et adapté l'année suivante sur Amiga par The Dome.

## Accueil
Notes dans les médias spécialisés : Consoles + (91 %), Joypad (84 %), Commodore User (90 %), Amiga Format (47 %)

## Système anti-piratage
Puggsy se sert du système de mot de passe pour enregistrer la progression du joueur au lieu d'utiliser la SRAM, généralement utilisée pour les sauvegardes. À la place, ce jeu se sert de la SRAM comme système de contremesure anti-piratage : si lors du démarrage du niveau 6 (donc le 1er niveau de « The Red Woods ») le jeu détecte de la SRAM dans le jeu, il affichera à la place un message disant : « Ok, ce sont les seuls niveaux de Puggsy que vous êtes autorisé à jouer. Maintenant, allez jouer a une version cartouche au lieu de cette copie ridicule. Sur ce.....au revoir. ». Les cartouches pirates ne pouvaient donc pas aller plus loin, car elles créaient automatiquement de la SRAM, ce qui s'applique également aux émulateurs de nos jours. Cependant, un émulateur capable de désactiver la SRAM pourra contourner ce système d'anti-piratage.